# Jormundgand
Jormundgand è il primo album del gruppo musicale black metal Helheim, pubblicato nel 1995.

## Tracce
1. Jormundgand – 7:48
2. Vigrids Vård – 8:16
3. Nidr ok Nordr liggr Helvegr – 4:28
4. Gravlagt I Eljudne – 8:47
5. Svart Visdom – 9:08
6. Jotnevandring – 2:27
7. Nattravnens Tokt – 5:10
8. Galder – 3:16